# Corpora quadrigemina
No cérebro, a corpora quadrigemina (latim para "corpos quádruplos") são os quatro colículos - dois inferiores, dois superiores - localizados no teto do aspecto dorsal do mesencéfalo. Eles são chamados respectivamente de colículo inferior e superior.
Os corpos quadrigêmeos são centros de reflexos que envolvem a visão e a audição. Consistem em grupos de células nervosas - substância cinzenta espalhada na substância branca. Conecta o cérebro anterior e o cérebro posterior. Possui quatro corpos quadrigêmeos, que são os centros reflexos do movimento ocular e das respostas auditivas. A parte superior dos corpos quadrigêmeos são chamados de colículos superiores e a parte inferior de colículos inferiores. 

## Imagens adicionais

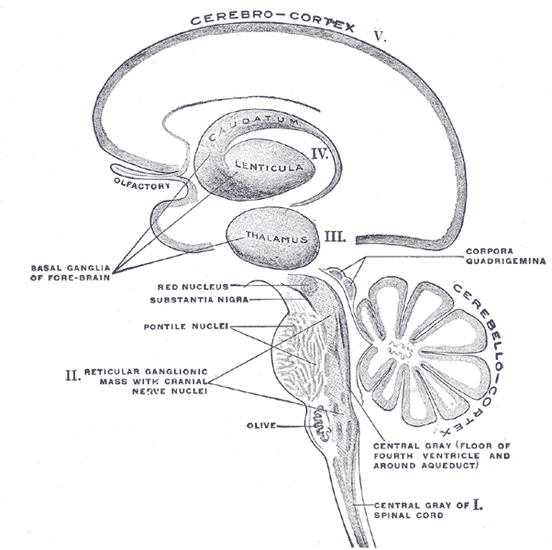
Representação esquemática das principais categorias ganglionares (I a V).
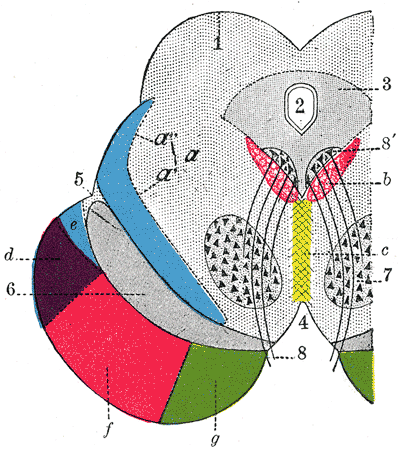
Corte transversal através do mesencéfalo.
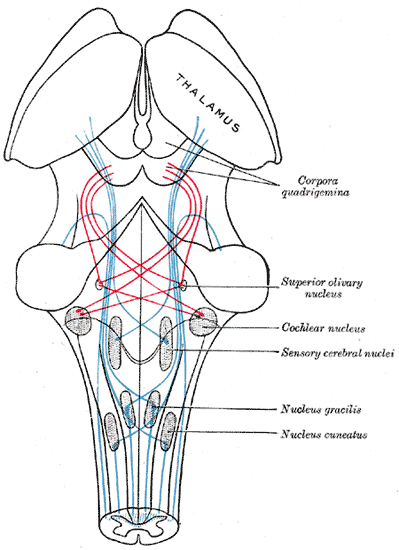
Esquema mostrando o trajeto das fibras do lemnisco; lemnisco medial em azul, lateral em vermelho.
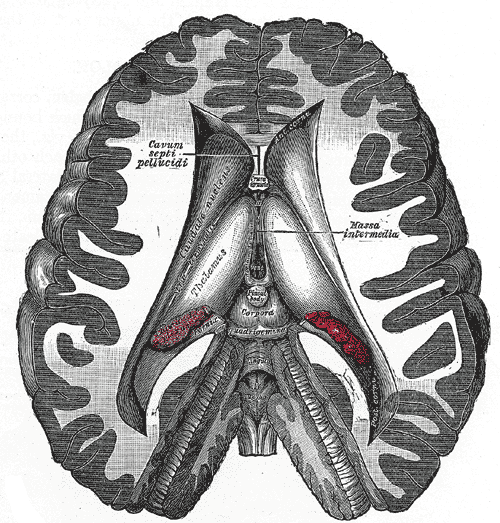
Dissecção mostrando os ventrículos do cérebro.
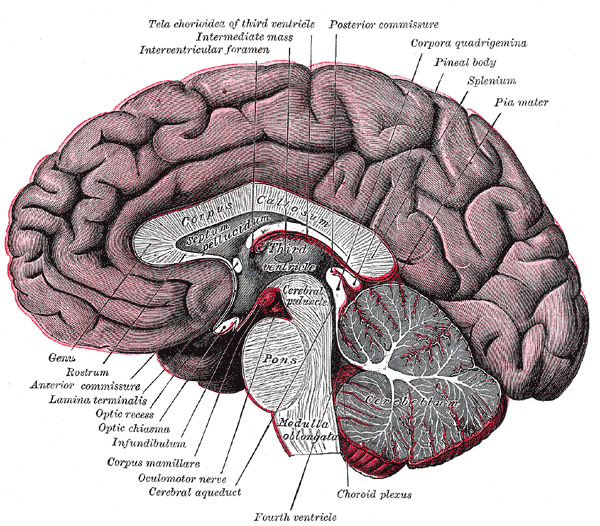
Corte sagital mediano do cérebro.
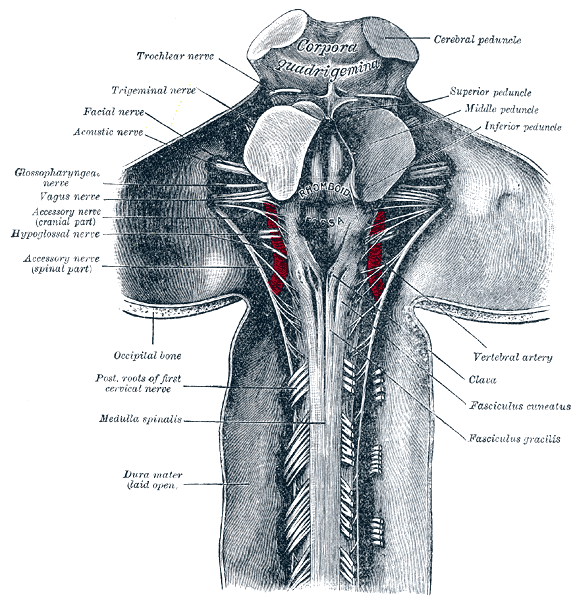
Parte superior da medula espinhal e cérebro posterior e médio; face posterior, exposta in situ.